# Portrait d'un gentilhomme, sa fille et une servante
Portrait d'un gentilhomme, sa fille et une servante est un tableau réalisé à la fin du XVIe siècle par la peintre italienne Lavinia Fontana. Cette huile sur toile est un portrait de groupe qui représente un gentilhomme, sa fille et une servante. Le père y figure assis à droite et la fillette debout à gauche, tendant vers lui un bouquet de fleurs, tandis que derrière elle la domestique soutient un panier de fruits en écartant un rideau. Léguée en 1857, l'œuvre est conservée au musée de la Chartreuse de Douai, dans le Nord, en France. Longtemps attribuée à Pieter Pourbus, elle a été rendue à sa créatrice à la faveur d'un programme d'étude et de restauration de la collection entamé en 2024.